# Webová přístupnost
Pojem webová přístupnost nebo přístupnost webu označuje inkluzivní přístup k odstranění nebo zmírnění překážek, které brání používání webových stránek nebo přístupu k webovým stránkám pro lidi se zdravotním postižením. Pokud jsou stránky správně navrženy, vyvinuty a upraveny, mají všichni uživatelé stejný přístup k informacím a funkčnosti.

## Cílová skupina
Patří sem tyto typy postižení
- Vizuální: Zraková postižení včetně slepoty, různých běžných typů slabozrakosti a špatného zraku, různé typy slepoty
- Motorické/pohybové: např. potíže nebo neschopnost používat ruce, včetně třesu, svalového oslabení, ztráty jemné svalové kontroly atd.
- Sluchové: Hluchota nebo sluchové postižení včetně jedinců, kteří nedoslýchají
- Záchvaty: Foto epileptické záchvaty způsobené vizuálním zábleskem nebo blikajícími objekty
- Kognitivní a intelektuální: Vývojové postižení, poruchy učení (dyslexie, dyskalkulie atd.), kognitivní postižení různého původu, ovlivňující paměť, pozornost, vývojovou „zralost“, řešení problémů a logické dovednosti atd.

## Asistenční technologie používané k prohlížení webových stránek
Jednotlivci žijící s postižením využívají podpůrné technologie, jako jsou
- Software pro čtení z obrazovky, který může pomocí syntetizované řeči načítat buď vybrané prvky toho, co se na monitoru zobrazuje (užitečné pro uživatele s poruchami čtení nebo učení), nebo které mohou číst vše, co se na počítači děje (používá mnoho nevidomých a zrakově postižených uživatelů).
- Braillské terminály obsahující braillský řádek (braillský displej neboli hmatový displej), který vykresluje text jako znaky Braillova písma,[1][2]
- Elektronická lupa, software, který zvětšuje to, co je zobrazeno na monitoru počítače, což usnadňuje čtení zrakově postiženým uživatelům,
- software k rozpoznání hlasu, který může přijímat mluvené příkazy pro počítač, nebo zapnout režim diktování do gramaticky správného textu - užitečné pro ty, kteří mají potíže s použitím myši nebo klávesnice,
- překryvná klávesnice, která může usnadnit nebo zpřesnit psaní pro ty, kteří mají potíže s motorikou
- Přístup k videozáznamům s titulky nebo znakovým jazykem pro neslyšící.

## Pokyny pro různé komponenty
Pokyny se mohou týkat jednotlivých funkcí a typů nástrojů. Existují tak
- Pokyny pro zpřístupnění vývojových nástrojů (ATAG)[3]
- Pokyny pro zpřístupnění obsahu webu (WCAG) - více viz Web Content Accessibility Guidelines
- Pokyny k uživatelským agentům (UAAG)[4]

## Legislativa pro webovou přístupnost
Vzhledem k růstu využívání internetu a jeho rostoucímu významu v každodenním životě řeší státy na celém světě otázky digitálního přístupu prostřednictvím právních předpisů. Jedním z přístupů je chránit přístup k webovým stránkám pro osoby se zdravotním postižením pomocí právních předpisů v oblasti lidských práv nebo občanských práv. Některé země, jako například USA, řídí dostupnost pro osoby se zdravotním postižením hlavně nákupem vhodných technologií. Je běžné, že státy podporují a přijímají Pokyny pro dostupnost webového obsahu (WCAG) 2.0 odkazem na pokyny ve svých právních předpisech.

### Evropská unie
Dne 26. října 2016 přijal Evropský parlament směrnici, která vyžaduje, aby byly přístupné internetové stránky a mobilní aplikace subjektů veřejného sektoru. Příslušné požadavky na dostupnost jsou popsány v evropské normě EN 301 549 V1.1.2. EU požádala členské státy, aby uvedly zákony a předpisy, které prosazují příslušné požadavky na dostupnost v účinnost do 23. září 2018. Některé kategorie webových stránek a aplikací jsou ze směrnice vyjmuty, například "internetové stránky a mobilní aplikace provozovatelů veřejnoprávního vysílání a jejich dceřiných společností".

### Česká republika
V dubnu 2019 byl v České republice přijat zákon o přístupnosti internetových stránek a mobilních aplikací